# In the Days of Witchcraft
In the Days of Witchcraft è un cortometraggio muto del 1913 diretto da Fred Huntley. Prodotto dalla Selig da un soggetto di Marie F. Lonsdale, il film aveva come interpreti Hobart Bosworth, Herbert Rawlinson, George Hernandez, Wallace Brownlow, George A. Williams, Roberta Arnold, Eugenie Besserer.

## Produzione
Il film fu prodotto dalla Selig Polyscope Company

## Distribuzione
Distribuito dalla General Film Company, il film - un cortometraggio in una bobina - uscì nelle sale cinematografiche statunitensi il 9 maggio 1913.